# مرادآباد (کرمانشاه)
مراد آباد نام یکی از محله‌های شهرک کیهان‌شهر در شهر کرمانشاه است. مرادآباد درگذشته روستایی از توابع دهستان دورود فرامان بود. این محله در ۲۰۰ متری غرب رودخانه قره‌سو قرار دارد. 

## جمعیت
این روستا در دهستان دورود فرامان قرار دارد و براساس سرشماری مرکز آمار ایران در سال ۱۳۸۵، جمعیت آن ۲۲۴ نفر (۴۹خانوار) بوده‌است.

## فرودگاه قدیمی
در گذشته در محلۀ مرادآباد کرمانشاه فرودگاهی قدیمی قرار داشت که دارای یک باند خاکی بود. این فرودگاه که توسط حکومت مرکزی برای مقاصد نظامی مورد استفاده قرار می‌گرفت از اواخر دهۀ ۱۳۴۰ به مکان کنونی فرودگاه کرمانشاه انتقال یافت که فعالیت خود را از سال ۱۳۵۰ آغاز کرد.